# بخش صدفی استخوان گیجگاهی
بخش صدفی استخوان گیجگاهی (انگلیسی: Squamous part of temporal bone) استخوان‌پاره‌ای نازک، فلس‌مانند و شفاف است که بخش‌های جلویی و بالایی استخوان گیجگاهی سر را تشکیل می‌دهد.
بخش صدفی (فلسی) به صورت قسمت پروانه‌شکلی در قسمت خارجی استخوان می‌باشد. این قسمت مفصل می‌شود با استخوان آهیانه در عقب و بالا و استخوان پروانه‌ای در جلو.

## نگارخانه

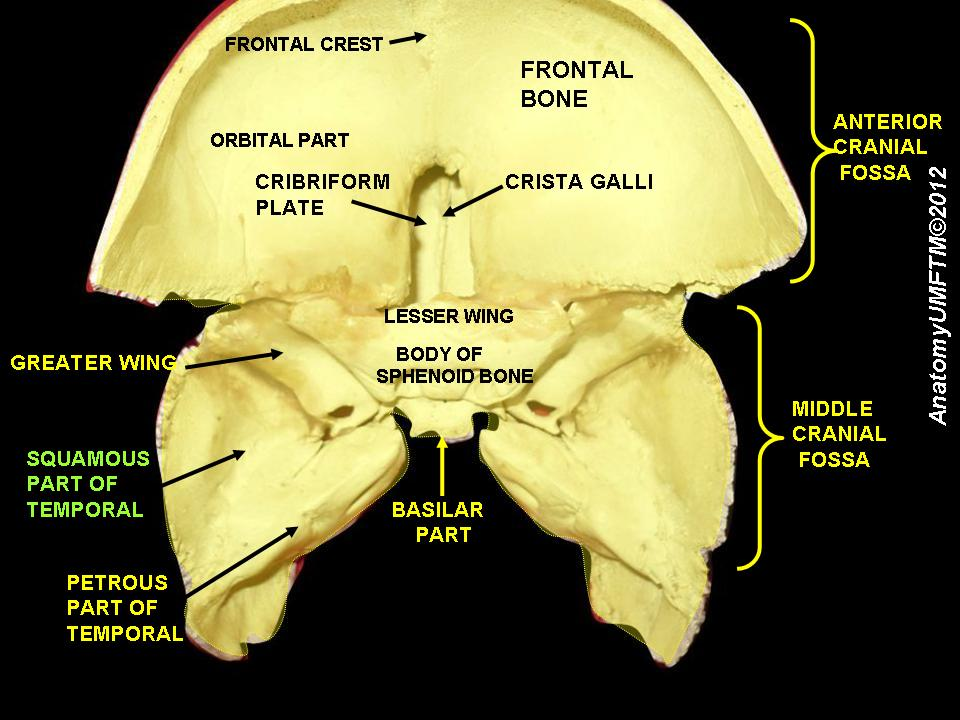
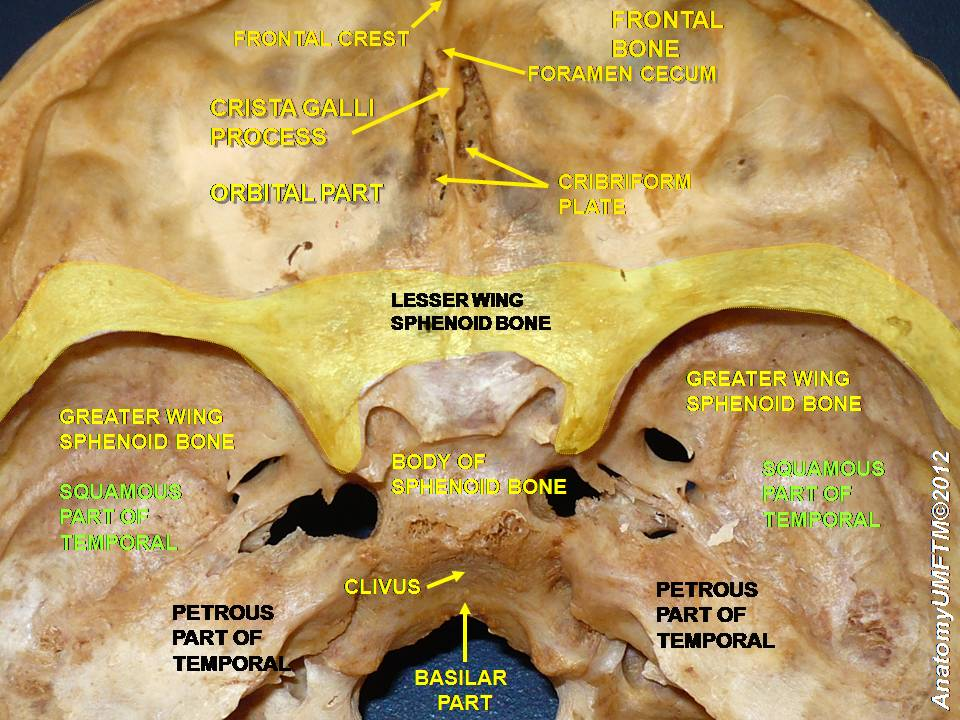
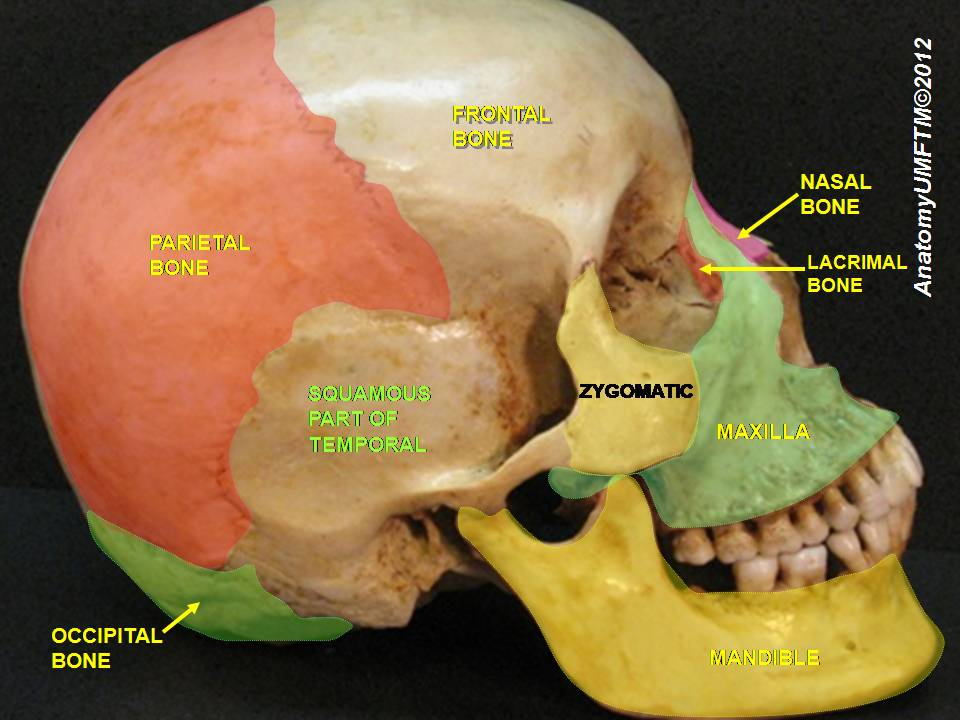